# La Capelle-Balaguier
La Capelle-Balaguier (okzitanisch La Capèla de Balaguièr) ist eine französische Gemeinde mit 307 Einwohnern (Stand: 1. Januar 2022) im Département Aveyron in der Region Okzitanien (vor 2016 Midi-Pyrénées). Sie gehört zum Arrondissement Villefranche-de-Rouergue und zum Kanton Villeneuvois et Villefranchois. Die Einwohner werden Capellois und Capelloises genannt.

## Geografie
La Capelle-Balaguier liegt etwa 48 Kilometer westnordwestlich von Rodez. Umgeben wird La Capelle-Balaguier von den Nachbargemeinden Saujac im Nordwesten und Norden, Ols-et-Rinhodes im Norden und Nordosten, Sainte-Croix im Osten und Südosten, Martiel im Süden sowie Salvagnac-Cajarc im Südwesten.

## Bevölkerungsentwicklung
| Jahr                       | 1962 | 1968 | 1975 | 1982 | 1990 | 1999 | 2006 | 2019 |
| -------------------------- | ---- | ---- | ---- | ---- | ---- | ---- | ---- | ---- |
| Einwohner                  | 220  | 206  | 215  | 227  | 246  | 240  | 277  | 327  |
| Quellen: Cassini und INSEE |      |      |      |      |      |      |      |      |

## Sehenswürdigkeiten
- Dolmen von Combemousseuse, Dolmen de Bouy, Dolmen de Croufel, Dolmen de Glèbes, Dolmen de Peyrofic, Dolmen des Pouzets.

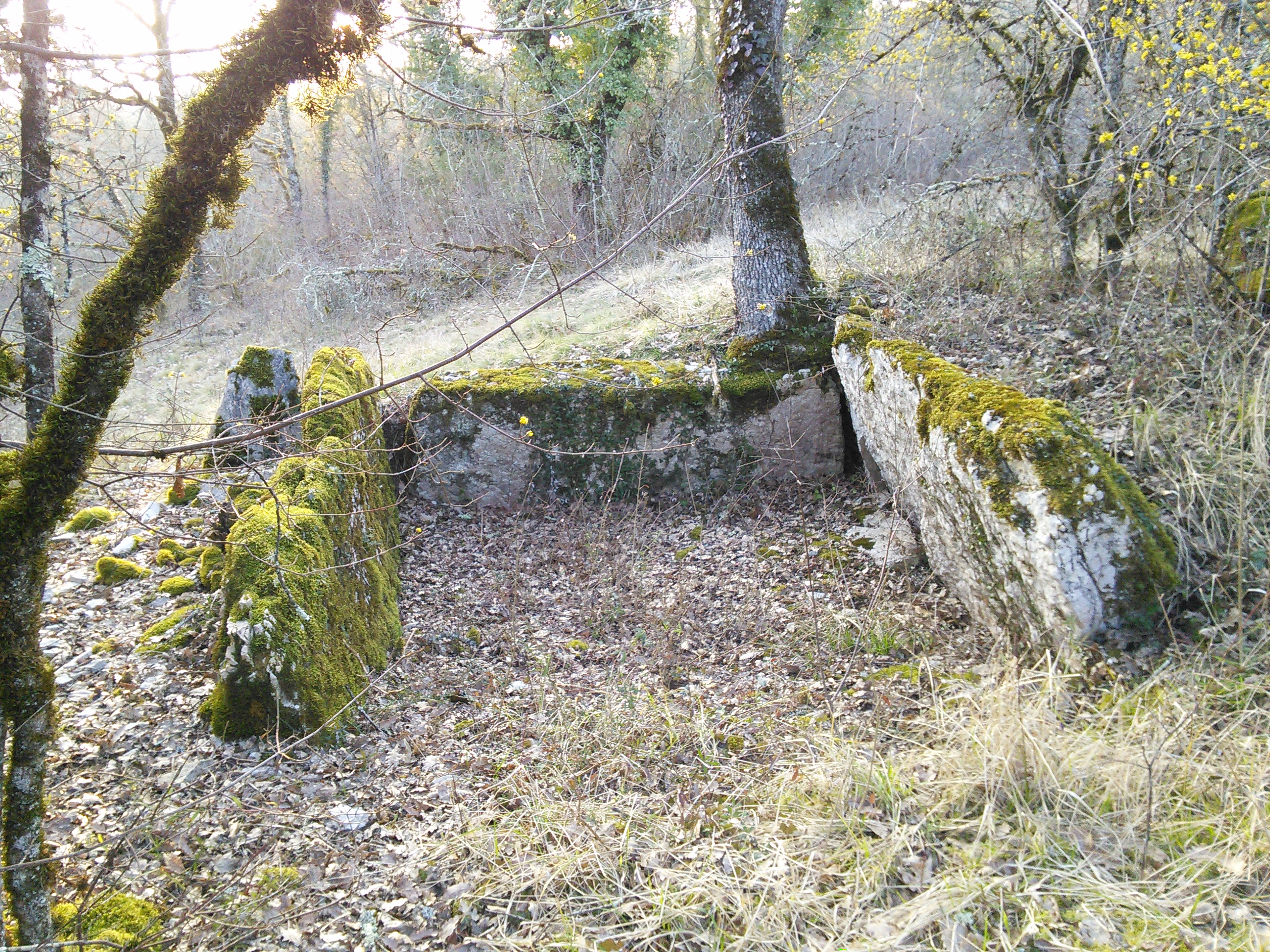
Dolmen von Combemousseuse

- Kirche Saint-Pierre